# مرکز شهر واسا
منطقه مرکزی (به فنلاندی: Keskusta)، (به سوئدی: Centrum) یکی از دوازده زیرمنطقهٔ اصلی واسا است که در مرکز این شهر واقع شده است. بر پایه آمار سال ۲۰۱۷، این منطقه ۱۴٬۶۰۳ نفر جمعیت داشته است.

## محله‌ها

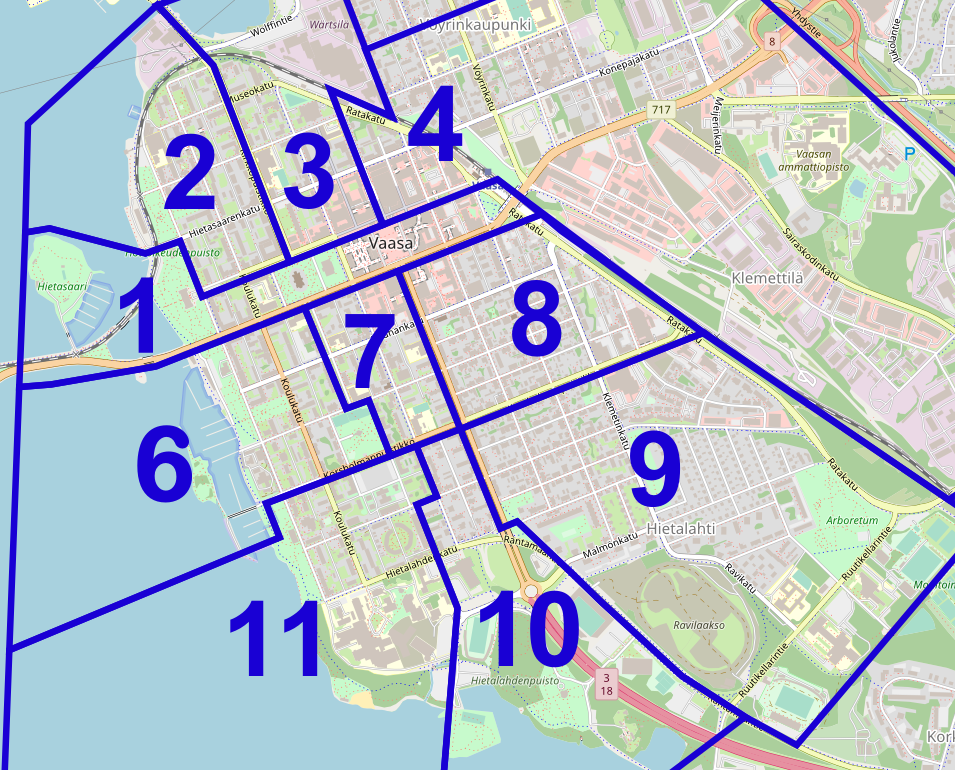
محله‌های منطقه مرکزی واسا

این منطقه شامل ده محلهٔ آماری و شهری است. منطقه مرکزی شامل محله‌های شماره‌گذاری‌شدهٔ واسا از شمارهٔ ۱ تا ۱۱ می‌شود، به‌جز محلهٔ پنجم، محلهٔ سوم به‌صورت جزئی، و محلهٔ چهارم تنها در بخشی که به خیابان‌های راتاکاتو (به فنلاندی: Ratakatu)، هوویویکئودنپوئیستیکو (به فنلاندی: Hovioikeudenpuistikko) و کائوپاپوئیستیکو (به فنلاندی: Kauppapuistikko) محدود می‌شود.
محله‌های آماری به صورت زیر شماره‌گذاری شده‌اند:
- مرکز واسا (۱–۴، ۶–۸، و ۱۱)
- هیتالاهتی (۹ و ۱۰)

مناطق آماری از نظر مرزی تقریباً با محله‌های شهری منطقه مرکزی مطابقت دارند. منطقهٔ ورتسیله (به فنلاندی: Wärtsilä) که در شمال‌شرقی خیابان راتاکاتو (به فنلاندی: Ratakatu) قرار دارد، به محله سوم تعلق دارد، اما در تقسیم‌بندی آماری به بخش جنوبی وورین‌کاوپونکی در زیرمنطقه وورین‌کاپونکی محدود می‌شود.

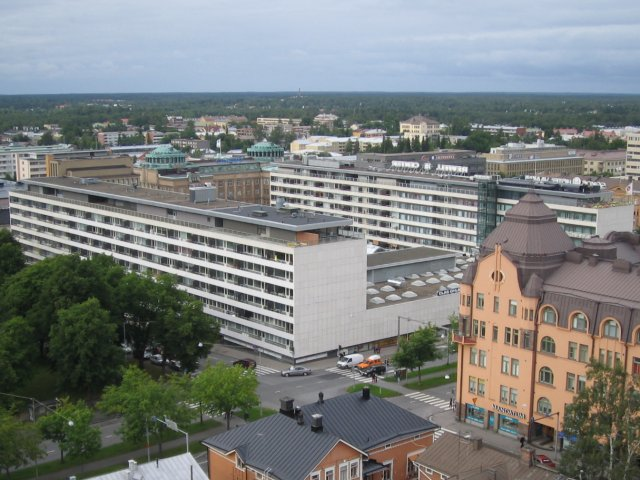
پاساژ رِوِل سنتر واسا